# 糸魚川祐三郎
糸魚川 祐三郎（いといがわ ゆうざぶろう、1897年8月22日 - 1967年11月17日）は、日本の商学者、教育者。横浜高等商業学校（後の横浜国立大学の前身のひとつ）校長、和歌山大学学長、松商学園短期大学（後の松本大学松商短期大学部）学長などを歴任した。

## 経歴
岐阜県恵那郡坂下町に生まれ、1915年に松本商業学校（後の松商学園高等学校）、1918年に小樽高等商業学校（後の小樽商科大学）、1922年に東京高等商業学校（後の一橋大学）専攻部を、それぞれ卒業した。
1923年に、小樽高等商業学校教授となり、1924年から1928年まで、簿記・商業学研究を目的として留学し、イギリス、ドイツ、アメリカ合衆国を回り、帰国後は、小樽高等商業学校に戻ったが、後には文部省督学官、さらに1942年の制度改正により教学官となった。
第二次世界大戦の戦時下から戦後混乱期にかけては、1945年から横浜工業経営専門学校校長兼横浜経済専門学校〜横浜経済専門学校（後の横浜国立大学の前身のひとつ）校長を務めていた。
戦後の学制改革の中で、大学開設を企図した松商学園は、松商学園短期大学開学にあたって学園出身者である糸魚川に学長への就任を1949年に要請したが、既に新制和歌山大学の初代学長への就任が内定していた糸魚川はこれを固辞し、代わりに飯島権蔵を推した。糸魚川は1949年から1955年まで、和歌山大学学長を2期務めたが、任期中の1954年5月31日に松商学園長となり、さらに1955年1月24日に松商学園短期大学第2代学長を兼ねた。翌1956年には、さらに長野県教育委員長も兼任した。
糸魚川は内村鑑三の薫陶を受けた無教会主義のキリスト教徒であり、そのつながりで南原繁らとも交流があった。
1967年11月3日、糸魚川は勲二等瑞宝章の叙勲を受けたが、東京での伝達式に出席した帰路の車中で体調を崩し、その2週間後の17日に心筋梗塞で在職のまま死去した。27日には、松商学園大講堂において、学園葬が営まれた。